# Ojuelos de Jalisco
Ojuelos de Jalisco ist eine Kleinstadt mit ca. 12.000 und Hauptort einer Gemeinde (municipio) von etwa 32.000 Einwohnern im mexikanischen Bundesstaat Jalisco. Das historische Zentrum der Stadt gehört seit dem Jahr 2010 zum UNESCO-Weltkulturerbe des Camino Real de Tierra Adentro.

## Lage und Klima
Ojuelos de Jalisco liegt etwa 450 km (Fahrtstrecke) nordwestlich von Mexiko-Stadt in einer Höhe von ca. 2220 m; die „Silberstädte“ San Luis Potosí (ca. 85 km in nordöstlich), Guanajuato (ca. 170 km südöstlich) und Zacatecas (ca. 200 km nordwestlich) liegen in der weiteren Umgebung. Das Klima ist warm; Regen (ca. 525 mm/Jahr) fällt überwiegend im Sommerhalbjahr.

## Bevölkerungsentwicklung
| Jahr      | 2000  | 2005   | 2010   |
| Einwohner | 9.338 | 10.698 | 11.881 |

Der leichte aber stetige Bevölkerungszuwachs beruht im Wesentlichen auf der immer noch anhaltenden Zuwanderung von Familien aus den Dörfern der Umgebung.

## Wirtschaft
Die Viehzucht (Rinder, Schafe, Ziegen, Schweine) spielt die wichtigste Rolle im Leben der Gemeinde; daneben sind auch der Anbau von Getreide (Mais, Weizen, Gerste) und der Obst- und Gemüseanbau (Bohnen, Chilis, Tomaten, Kaktusfeigen, Pfirsiche, Birnen, Feigen, Walnüssen) von Bedeutung. In der Stadt selbst haben sich Kleinhändler, Handwerker und Dienstleister aller Art angesiedelt.

## Geschichte
Vor der Ankunft der Spanier gehörte die Gegend zum Siedlungsgebiet der Chichimeken. Die im Jahr 1569 auf Befehl des damaligen Vizekönigs Martín Enríquez de Almansa zum Schutz der „Silberstraße“ (Camino Real de Tierra Adentro) von Mexiko-Stadt über Guanajuato nach Zacatecas gegründete Stadt erhielt ihren Namen von den zahlreichen Quellen (ojos de agua) in ihrer Umgebung.

## Sehenswürdigkeiten
- Der riesige ummauerte Hof (fuerte) mit nur einem Zugang und einem Brunnen bildete wohl den Ursprung der Stadt; er ist der einzige von ehemals 7 seiner Art und diente als geschützter Rastplatz für die durchziehenden Silberkarawanen. Seine Arkaden dienten Menschen und Tieren als Schlafplätze; darüber befindet sich immer noch eine Art Wach- und Wehrgang.
- Die örtliche Pfarrkirche (Templo Parroquial de San José) entstand im 18. Jahrhundert. Während die Fassade und der Glockenturm mit seiner aufsitzenden Laterne aus rötlichem Stein errichtet wurden, ist der Rest der Kirche verputzt. Das Joch vor der Apsis ist – wie bei Barockkirchen in Mexiko üblich – kuppelgewölbt.
- Der Templo de la Virgen del Refugio oder nur Templo del Santuario ist eine steinsichtige Kirche im neoklassischen Stil.
- Die Plaza Hidalgo (auch El Parían genannt) entstand in den 1880er Jahren; sie wird gesäumt von 108 Arkaden mit Geschäften, Büros etc. Sie dient auch als zentraler Veranstaltungsplatz.
- Das ehemalige Rathaus (heute Casa de Cultura) wurde Jahr 1901 erbaut. Eine Wand des arkadenumstandenen Innenhofs ist mit Fresken in der Art Diego Riveras geschmückt.

Umgebung
- Ca. 3 km nordöstlich der Stadt überquert eine im 17. Jahrhundert gebaute mehrbogige Brücke (Puente de la Plata) einen versumpfen Fluss, der immer wieder trockenfällt.
- Sehenswert ist auch das Städtchen Matancillas.